# Viridifusus albinus
Viridifusus albinus is een slakkensoort uit de familie van de Fasciolariidae. De wetenschappelijke naam van de soort werd in 1856 voor het eerst geldig gepubliceerd door Adams.